# クネーザーの定理 (組み合わせ論)
加法的組合せ論におけるクネーザーの定理（Kneser's theorem）は群の部分集合の加法的性質に関する定理で、整数列のシュニレルマン密度に関するマンの定理（シュニレルマン密度の記事を参照）に対応する定理である。
マルティン・クネーザーによって（整数列の下極限密度に関する定理と共に）1953年から1956年にかけて証明され、Kempermanによって下のわかりやすい形にまとめられた。

## 定理
G をアーベル群、A, B を G の空でない有限部分集合とする。
{\displaystyle H=\lbrace h\in G|h+(A+B)=(A+B)\rbrace }
とおく（この H は G の部分群である）。
{\displaystyle |A|+|B|\leq |G|} ならば
{\displaystyle |A+B|\geq |A+H|+|B+H|-|H|\geq |A|+|B|-|H|}
となる。

## 弱い形の定理
{\displaystyle |A+B|\geq |A|+|B|-|H|}
となる G の非自明な部分群 H が存在することは比較的簡単に証明できる。
{\displaystyle |B|} に関する数学的帰納法で証明する。
{\displaystyle |B|=1} のとき、どのような部分群 H をとっても
{\displaystyle |A+B|=|A|=|A|+|B|-1\geq |A|+|B|-|H|}
である。
{\displaystyle |B|>1} として、定理が {\displaystyle |B^{\prime }|<|B|} となるような空でない有限部分集合 {\displaystyle A^{\prime },B^{\prime }} に対して成り立つとする。
任意の {\displaystyle a_{1}\in A,b_{1},b_{2}\in B} に対して
{\displaystyle a_{1}+b_{2}-b_{1}\in A}
が成り立つとする。このとき H をb2-b1 の形の元から生成される G の部分群とする。
B の元 b0 を1つとれば H は {\displaystyle b-b_{0}(b\in B)} の形の要素をすべて含むから
{\displaystyle |B|\leq |H|}
かつ
{\displaystyle a_{1}\in A,b_{1,2}-b_{1,1}+b_{2,2}-b_{2,1}+\cdots +b_{k,2}-b_{k,1}\in H} に対して
{\displaystyle a_{1}+b_{1,2}-b_{1,1}+b_{2,2}-b_{2,1}+\cdots +b_{k,2}-b_{k,1}=a_{2}+b_{2,2}-b_{2,1}+\cdots +b_{k,2}-b_{k,1}=\cdots =a_{k}\in A}
となる {\displaystyle a_{2},\ldots ,a_{k}\in A} がとれる。
また {\displaystyle 0=b-b\in H} より A + H = A であるが、 B が空でないことから {\displaystyle |A|<|G|} より
A + H は G とは一致せず、特に H も G とは一致しない。よって H は G の非自明な部分群であり
{\displaystyle |A+B|\geq |A|\geq |A|+|B|-|H|}
が成り立つ。
次に
{\displaystyle a_{1}+b_{2}-b_{1}\not \in A}
が成り立つ {\displaystyle a_{1}\in A,b_{1},b_{2}\in B} がとれるとする。
{\displaystyle e=b_{1}-a_{1}}とおく。
{\displaystyle b_{1}=a_{1}-e\in A-e}
かつ
{\displaystyle b_{2}=g-e\not \in A-e(g\not \in A)}
となる。そこで
{\displaystyle A(e)=A\cup (B+e),B(e)=B\cap (A-e)}
とおく。
{\displaystyle A(e)+B(e)\subset (A+B)\cup ((B+e)+(A-e))=A+B} より
{\displaystyle |A+B|\geq |A(e)+B(e)|}
が成り立つ。また{\displaystyle g\in B\backslash B(e)=B\backslash (A-e)} ならば {\displaystyle g+e\in (B+e)\backslash A=A(e)\backslash A} となることから {\displaystyle |B|-|B(e)|\leq |A(e)|-|A|} つまり
{\displaystyle |A(e)|+|B(e)|\geq |A|+|B|}
が成り立つ。
ところで
{\displaystyle b_{2}=g-e\not \in A-e(g\not \in A)}
より {\displaystyle b_{2}\not \in B(e)} だから {\displaystyle |B(e)|<|B|} である。よって帰納法の仮定より
{\displaystyle |A(e)+B(e)|\geq |A(e)|+|B(e)|-|H|}
となる G の非自明部分群 H がとれる。上記の不等式を使って
{\displaystyle |A+B|\geq |A(e)+B(e)|\geq |A(e)|+|B(e)|-|H|\geq |A|+|B|-|H|}
がいえる。よって帰納法により弱い形の定理が証明される。